# Clausewitz (Zeitschrift)
Clausewitz - Das Magazin für Militärgeschichte ist eine deutsche Special-Interest-Zeitschrift zum Thema Militärgeschichte und erscheint zweimonatlich im GeraMond Verlag. Seit 2012 bringt der Verlag auch regelmäßig pro Jahr ein Sonderheft namens Clausewitz Spezial heraus, welches ausgewählte militärhistorische Themen behandelt. Das Magazin ist nach dem preußischen Generalmajor Carl von Clausewitz (1780–1831) benannt.

## Konzept
Clausewitz enthält Artikel von Historikern und Fachjournalisten unter anderem zu den Themenbereichen Schlachten der Weltgeschichte, Krieg und Diplomatie, Militär und Technik, Feldherren. Breiten Raum nehmen Porträts militärhistorischer Persönlichkeiten und populäre Beiträge zur Militärtechnik ein, Darstellungsformen sind historische Dokumente und Zeitzeugenberichte. Kern des Konzepts ist die detailreiche, historisch präzise und ideologiefreie Darstellung mit Schwerpunkt 19. und 20. Jahrhundert.

## Zielgruppe
98,5 Prozent der Leser sind Männer, mehr als jeder Zweite hat Abitur oder einen höheren Bildungsabschluss, der Altersschwerpunkt liegt zwischen 40 und 59 Jahren. Die durchschnittliche Lesedauer liegt bei fast vier Stunden.